# Zaljev Abrek
Zaljev Abrek (rus. Бухта Абрек) mali je zaljev na jugoistočnoj obali otoka Mali Šantar, jednog od Šantarskih otoka, u zapadnom dijelu Ohotskog mora. Na ulazu je širok 2.4 km, a dugačak oko 1,6 km. Najveći raspon plime i oseke je oko 4,5 m, a najmanji oko 2,7 m.

## Povijest
Između 1856. i 1892. američki i britanski kitolovci usidrili su se u zaljevu kako bi lovili kitove ili tražili zaklon od oluja. Nazvali su ga Long's Harbour, po Thomasu W. Longu, kapetanu broda India (433 tone), iz New Londona, koji je često posjećivao to područje sredinom 1850-ih. Dana 30. rujna 1892., šangajska parna škuna Nautilus razbila se u zaljevu tijekom jake i kratke oluje. 